# Piechcin (gromada)
Piechcin – dawna gromada, czyli najmniejsza jednostka podziału terytorialnego Polskiej Rzeczypospolitej Ludowej w latach 1954–1972.
Gromady, z gromadzkimi radami narodowymi (GRN) jako organami władzy najniższego stopnia na wsi, funkcjonowały od reformy reorganizującej administrację wiejską przeprowadzonej jesienią 1954 do momentu ich zniesienia z dniem 1 stycznia 1973, tym samym wypierając organizację gminną w latach 1954–1972.
Gromadę Piechcin z siedzibą GRN w Piechcinie utworzono – jako jedną z 8759 gromad na obszarze Polski – w powiecie szubińskim w woj. bydgoskim, na mocy uchwały nr 24/13 WRN w Bydgoszczy z dnia 5 października 1954. W skład jednostki weszły obszary dotychczasowych gromad Bielawy i Piechcin, ponadto wieś Szeroki Kamień i miejscowość Wilkowo z dotychczasowej gromady Szeroki Kamień oraz wieś Zalesie Barcińskie i osada Borówno z dotychczasowej gromady Sadłogoszcz ze zniesionej gminy Barcin w tymże powiecie. Dla gromady ustalono 23 członków gromadzkiej rady narodowej.
31 grudnia 1961 do gromady Piechcin włączono wieś Wapienno z gromady Barcin w tymże powiecie.
1 stycznia 1972 gromadę Piechcin połączono z gromadą Barcin, tworząc z ich obszarów gromadę Barcin z siedzibą Gromadzkiej Rady Narodowej w Barcinie w tymże powiecie (de facto gromadę Piechcin zniesiono, włączając jej obszar do gromady Barcin).